# Collecchio
Collecchio là một thị xã ở tỉnh Parma, Emilia-Romagna của Italia, Italia. Thị xã này nằm ở tọa độ 44°45′0″B 10°13′0″Đ / 44,75°B 10,21667°Đ, về phía nam của Parma. Đây là quê hương của Parmalat.
Diện tích thị xã này là 58 km², dân số cuối năm 2004 là 12 309 người với mật độ 205 người/km². Thánh bảo trợ là San Prospero 
Thị xã này có các đơn vị cấp dưới là: Case Quintavalla, Case Zingari, Folli, Gaiano, La Corte Anguissola, La Ripa, Lemignano, Madregolo, Ozzano Taro, Ponte Scodogna, San Martino Sinzano, Stradella, Villa Lucia, Villa Vecchia, Villanuova